# Villeferry
Villeferry är en kommun i departementet Côte-d'Or i regionen Bourgogne-Franche-Comté i östra Frankrike. Kommunen ligger i kantonen Vitteaux som tillhör arrondissementet Montbard. År 2022 hade Villeferry 23 invånare.

## Befolkningsutveckling
Antalet invånare i kommunen Villeferry
Referens:INSEE